# باربرا بيرس (بريطانية)
باربرا بيرس (بالإنجليزية: Barbara Pearse)‏‏ (24 مارس 1948 في جنوب شرق إنجلترا - ) أحيائية من المملكة المتحدة.

## الجوائز
- زميل في الجمعية الملكية
- EMBO Gold Medal [الإنجليزية]‏